# Cameri
Cameri (AFI: [ˈkameri]; Cambra o Camra in lombardo e piemontese) è un comune italiano di 10 875 abitanti della provincia di Novara in Piemonte.

## Geografia fisica

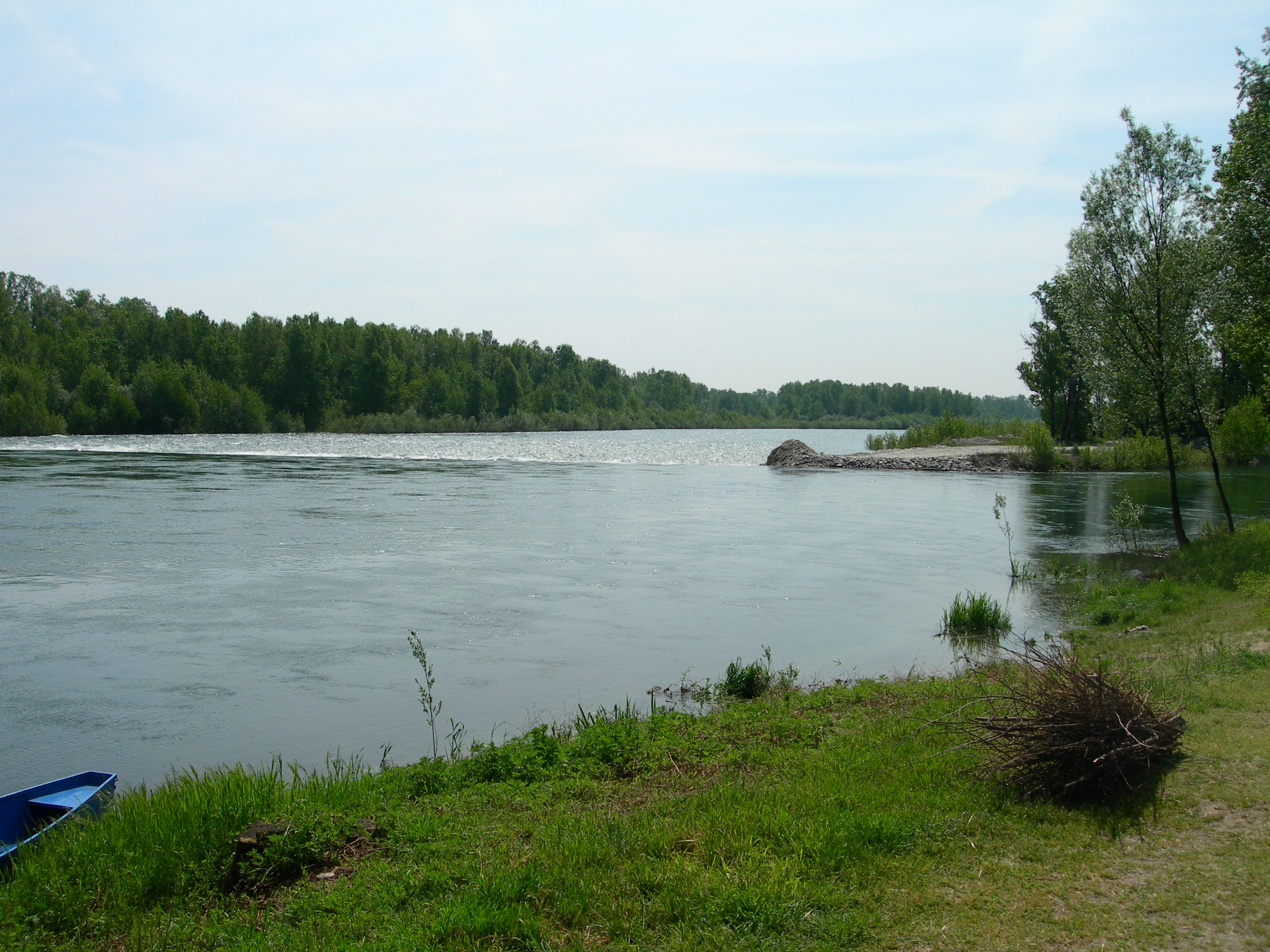
Il fiume Ticino a Cameri

Il territorio comunale confina con la provincia di Milano, è delimitato dal fiume Ticino e dal torrente Terdoppio ed è attraversato dai canali Regina Elena e Cavour. Nel comune è ubicata la Stazione meteorologica di Novara Cameri.

Assieme ad altri 11 comuni, Cameri fa parte del Parco piemontese del Ticino.

## Storia

### Le origini
I primi abitanti del territorio di Cameri furono i Liguri-Levi, ma sulle origini del nome, che alcuni ritengono romane, altri celtiche, esistono diverse versioni. Una prima attribuisce il nome Cameri a "Campo di Marte", luogo presso il Ticino dove Scipione si fermò nella battaglia contro Annibale. Un'altra interpretazione vuole che il nome derivi da Campo Raudio ossia una pianura compresa tra i fiumi Ticino e Sesia dove Gaio Mario sconfisse i Cimbri. L'ipotesi più accreditata invece fa coincidere il nome Cameri con Castra Marii cioè accampamento di Mario dove il condottiero attese di scontrarsi con i Cimbri, scontro avvenuto poi in prossimità di Vercelli. L'interpretazione celtica fa risalire il nome a due dei celti: Cam e Bram, da cui deriverebbe il nome dialettale del paese: Cambra.
Ai giorni nostri (anno 2023).
Oggi Cameri si presenta come un comune in continuo progresso, non senza difficoltà, su vari fronti: ristrutturativo, industriale, logistico, sociale, culturale (è il comune più attivo nel circondario di Novara, sul Facebook della Biblioteca Comunale di Cameri i tanti eventi passati e futuri, anche con personaggi famosi) e ambientale (vi è la sede del Parco del Ticino piemontese e dal 2023 è attraversato dal percorso ciclo-turistico di 220 km Svizzera-Novara in bici a pelo d'acqua).
Nel 2023 l'Aeronautica Italiana ha compiuto 100 anni e l'aeroporto di Cameri (sorto nel 1909) è stato in prima linea, in collaborazione col comune di Cameri, nell'organizzazione di vari eventi.

### Le confraternite
Le confraternite erano associazioni di origine medievale il cui scopo principale era la promozione e divulgazione della religione. A Cameri si contavano tre organizzazioni: i Bianchi (in camerese i bianch), i Rossi (in camerese i russ) e gli azzurrini (in camerese i arsantit) il cui nome derivava dal colore degli abiti che venivano indossati in occasione delle funzioni religiose nelle relative chiese di appartenenza. Due denominazioni dialettali ancora oggi contraddistinguono due chiese.

### Mussolini a Cameri
Il 18 maggio 1939, Benito Mussolini visita Cameri. Proveniente in auto da Novara, il Duce si reca all'aeroporto dove visita i reparti della Cansa - Costruzioni Aeronautiche Novaresi Società Anonima, nata dalla cessazione delle attività di Gabardini, e partecipa alla benedizione. Sempre all'aeroporto inaugura il "Villaggio Aeronautico" intitolato a Giovanni Magistrini. Recatosi nel pomeriggio in paese, partecipa alla posa della prima pietra della Casa Littoria dedicata a Costanzo Ciano.

### La Guardia civile camerese
Su disposizione del capo della Provincia, per tutelare le linee di comunicazione e la sicurezza nei paesi, nell'estate del 1944 viene creata a Cameri la Guardia civile. Il commissario prefettizio, Edoardo Della Valle, ne decreta l'istituzione ed impone come finanziamento per il corpo una tassa sulle persone e sulle aziende. Composta da quindici uomini ed armata dal Comando tedesco di stanza all'aeroporto di Cameri, la Guardia è inoltre dotata di un bracciale di riconoscimento ed un tesserino bilingue. Il corpo cessa la sua attività il 25 novembre 1944 dopo aver solo assolto piccoli compiti di sorveglianza delle linee telefoniche.

### Simboli
Lo stemma è stato riconosciuto con decreto del Capo del Governo del 19 ottobre 1928.
Il gonfalone, concesso con DPR del 2 agosto, 1955 è un drappo partito di giallo e d'azzurro.

## Monumenti e luoghi d'interesse

### Architetture religiose
- Chiesa parrocchiale di San Michele Arcangelo, piazza Dante Alighieri (in camerese gesa granda). Ampliamento di precedente edificio edificato alla fine del XVI secolo, l'attuale aspetto si deve al progetto dell'ingegner Michele Mazzucchelli. La chiesa venne costruita tra il 1845 a il 1852, anno anche della sua consacrazione.
- Chiesa del Santissimo Sacramento, piazza Dante Alighieri (in camerese gesa di russ)
- Chiesa del Santissimo nome di Gesù, via Diaz (in camerese gesa dal Gisu')
- Chiesa di Santa Maria Assunta, piazza Santa Maria (in camerese gesa ad Santa Maria o gesa di bianch)
- Chiesa della Madonna di San Cassiano, via San Paolo della Croce, santuario dei padri Passionisti (in camerese gesa di Fraj o dla Madona)
- Oratorio di San Giuseppe, via San Giuseppe angolo via Matteotti
- Oratorio di San Rocco
- Chiesuolo delle balie: si tratta di una stanza dedicata alla Madonna del Latte ubicata al piano terreno di un edificio all'angolo tra via Madonna e via Mazzuchelli.
- Sala delle Assemblee dei testimoni di Geova, strada provinciale n. 2 Novara-Cameri
- Chiesa dell'Argine, località cascina Argine: oratorio dedicato alla Beata Vergine della Neve
- Chiesa di Bornago, località cascina Bornago: oratorio dedicato a santo Stefano
- Chiesa della Galdina, località cascina Galdina: chiesa dedicata a san Galdino
- Chiesa della cascina Bollini, località cascina Bollini: oratorio dedicato a san Maiolo e sant'Eustachio
- Oratorio di San Biagio, via San Biagio, presso la cascina omonima

### Architetture civili

#### Villa Picchetta

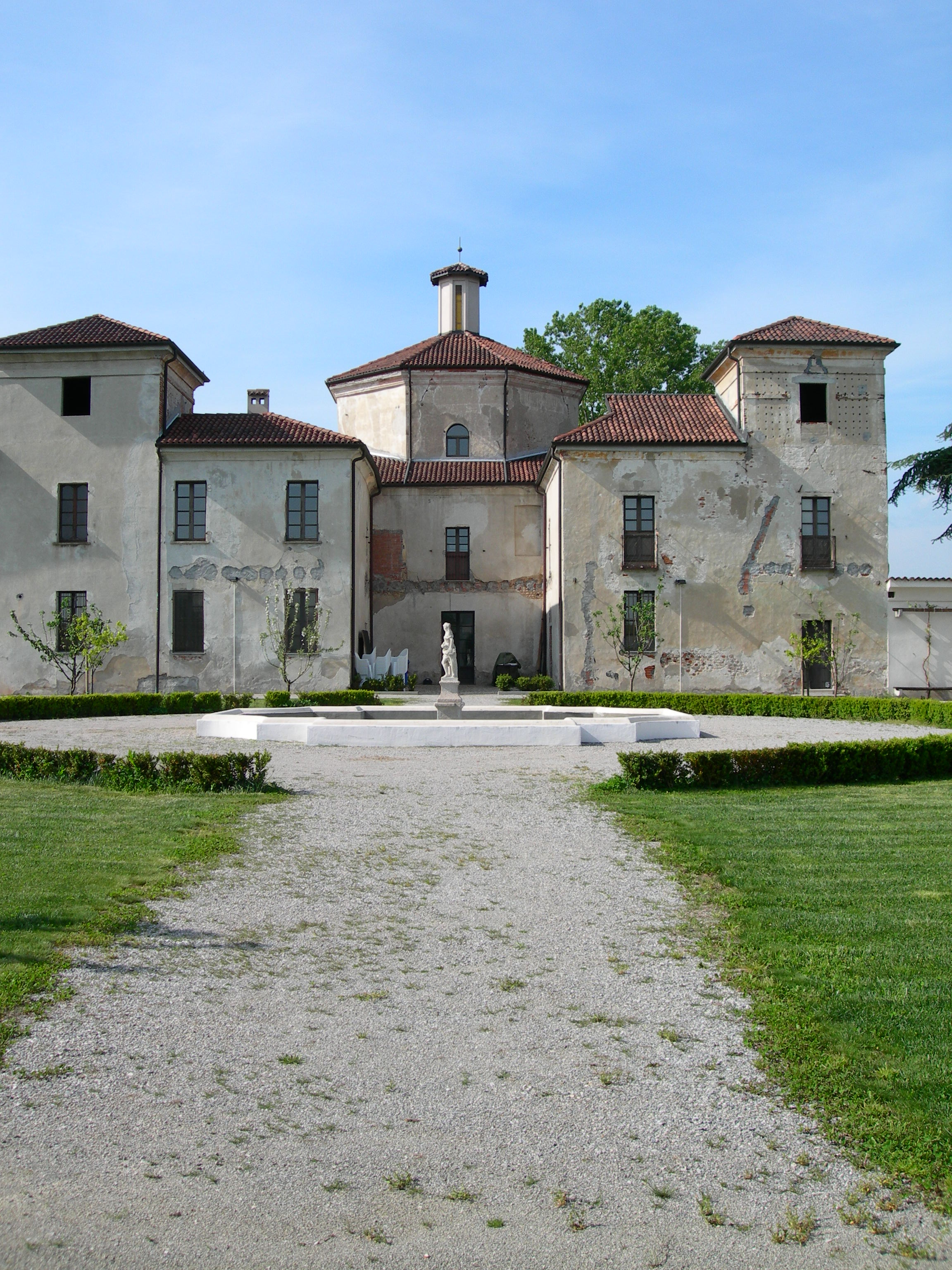
Villa Picchetta vista dal cortile interno

Villa Picchetta fa parte di un'ampia tenuta ubicata nella valle del Ticino, nel comune di Cameri. La tenuta fu assegnata nel Cinquecento alla famiglia spagnola dei Cid, mentre nei secoli successivi passò attraverso diverse proprietà: i padri Gesuiti, la famiglia Natta d'Alfiano nel 1779, Giuseppe Ferri nel 1883.
A partire dal 1885 si assistette ad uno smembramento della tenuta che ritornerà al suo assetto unitario successivamente. Dal 1989 è proprietà della Regione Piemonte e dal 2001 sede del Parco piemontese del Ticino. Il complesso della tenuta è organizzato secondo una pianta ad U con torrette poste agli angoli: esso è costituito da rustici e, in posizione centrale, da un palazzo con porticato nella cui sala “ottagonale” sono visibili decorazioni recentemente restaurate. Nelle adiacenze della villa è presente un oratorio dedicato a Santa Margherita e all'Immacolata detto anche chiesa della Picchetta.

### Monumenti

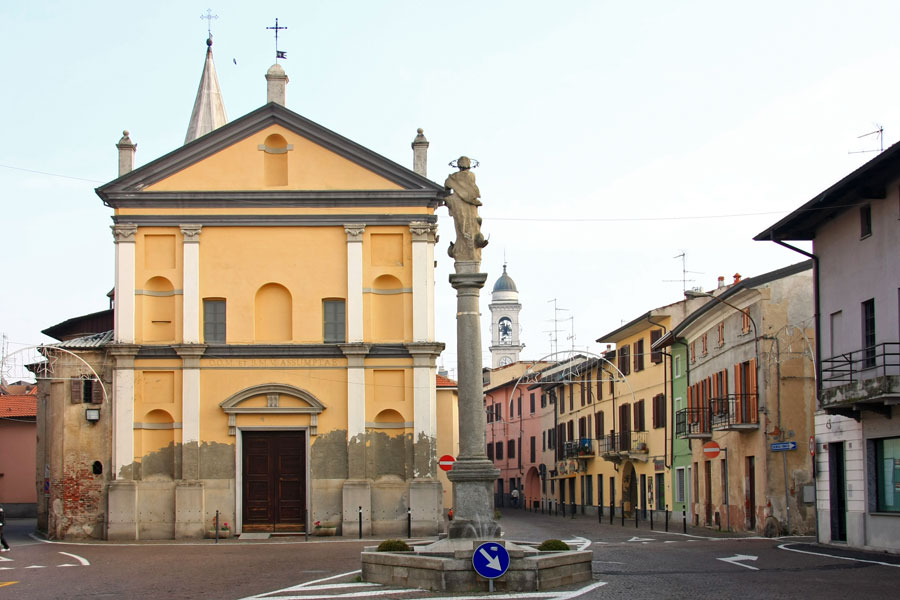
Piazza Santa Maria con la chiesa omonima e la statua della Madonna Immacolata

- Monumento agli Alpini: situato in piazza Don Cleto Valli ed inaugurato nell'aprile 2007, consta di una scultura in acciaio inossidabile realizzata dal professor Enzo Rossi da Civita. L'opera, che ha richiesto due anni di lavoro, si erge sino ad un'altezza di sette metri e rappresenta la tipica simbologia alpina racchiusa in cerchio: lo zaino, il cappello, lo scarpone e la bandiera italiana. Il titolo dell'opera è Sulle cime un varco e….
- Monumenti ai caduti: sono presenti a Cameri due monumenti ai caduti di guerra. Il più antico, inaugurato nel giugno 1925 in piazza Dante Alighieri ed opera del professor Angelo Montegani, rappresenta un angelo che sorregge un caduto. Il monumento ai caduti di piazza Martiri della Libertà, realizzato dal professore Enzo Rossi da Civita è stato inaugurato nell'aprile 1980. La scultura raffigura un bambino, una madre con il figlio in braccio ed un fiore a significare il passato, il presente ed il futuro. Ai piedi del monumento è collocata una piccola fontana a completamento dell'opera.
- Statua della Madonna Pellegrina (in camerese Madona Piligrina). Posta nel 1948 all'angolo tra via Muggio e viale Marconi, consta di una colonna, delle due che sino al 1887 facevano parte della facciata della chiesa parrocchiale, sormontata da una statua raffigurante la Madonna pellegrina.
- Statua della Madonna Immacolata: collocata nel centro di piazza Santa Maria, risale al 1740. Rappresenta la Madonna Immacolata posta sulla cima di una colonna. Nel 1926 alla statua venne aggiunto un giardinetto con fontana sul basamento.

### Le cascine

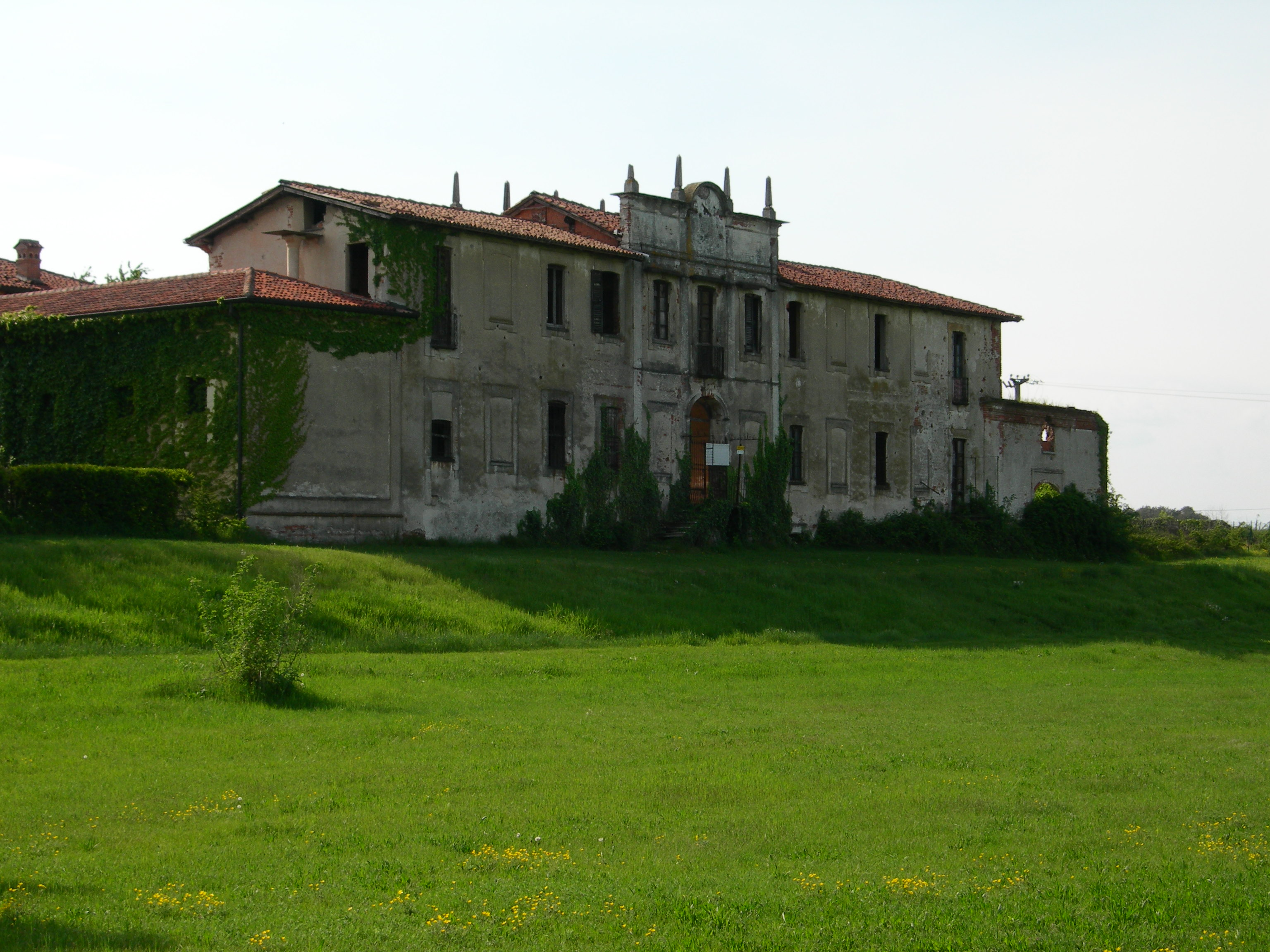
Cascina Galdina

Nel territorio comunale sono ubicate diverse cascine oggetto sia itenari turistici che di storia rurale e religiosa.
- Cascina Argine
- Cascina Bollini
- Cascina Bornago
- Cascina Ceppo
- Cascina Codemonte
- Cascina Galdina
- Cascina Imbrolo
- Cascina Margattino
- Cascina Michelona
- Cascina Montimperiale
- Cascina Nuova
- Cascina Picchetta
- Cascina Rosa
- Cascina Sant'Agostino
- Cascina San Biagio
- Cascina Scagliano
- Cascina Zaboina

Le due cascine di Codemonte (all'epoca anche chiamata Capo di Monte) e Monte Imperiale furono donate, sul finire del XV secolo, dal duca Ludovico il Moro alla moglie Beatrice d'Este.

### Aree naturali
- Il gelseto comunale, una piantagione di gelsi risalente al sec. XIX utilizzata nel passato per l'allevamento dei bachi da seta. Ubicato presso via San Biagio è raggiungibile attraverso un sentiero sterrato.
- Parco piemontese del Ticino

### Altro

#### La roggia
- La roggia di Cameri, o roggia Zanetti, è un corso d'acqua che si origina dal torrente Terdoppio e si snoda ad anello nel paese. Le sue origini risalgono circa al 1200 come sistema di approvvigionamento d'acqua. La roggia svolse nei secoli passati anche funzione di lavatorio dato che lungo il suo percorso ne erano posti almeno una decina ove era possibile fare il bucato. Nel dialetto camerese, la roggia viene divisa in due parti: al Rusgioch (il roggione o roggia grande), dalla presa sul Terdoppio sino al Mulino, e la Rusgia (la roggia) dal mulino sino alle campagne di via Marè. Attualmente gran parte del suo percorso nel paese avviene in galleria.

#### L'aeroporto

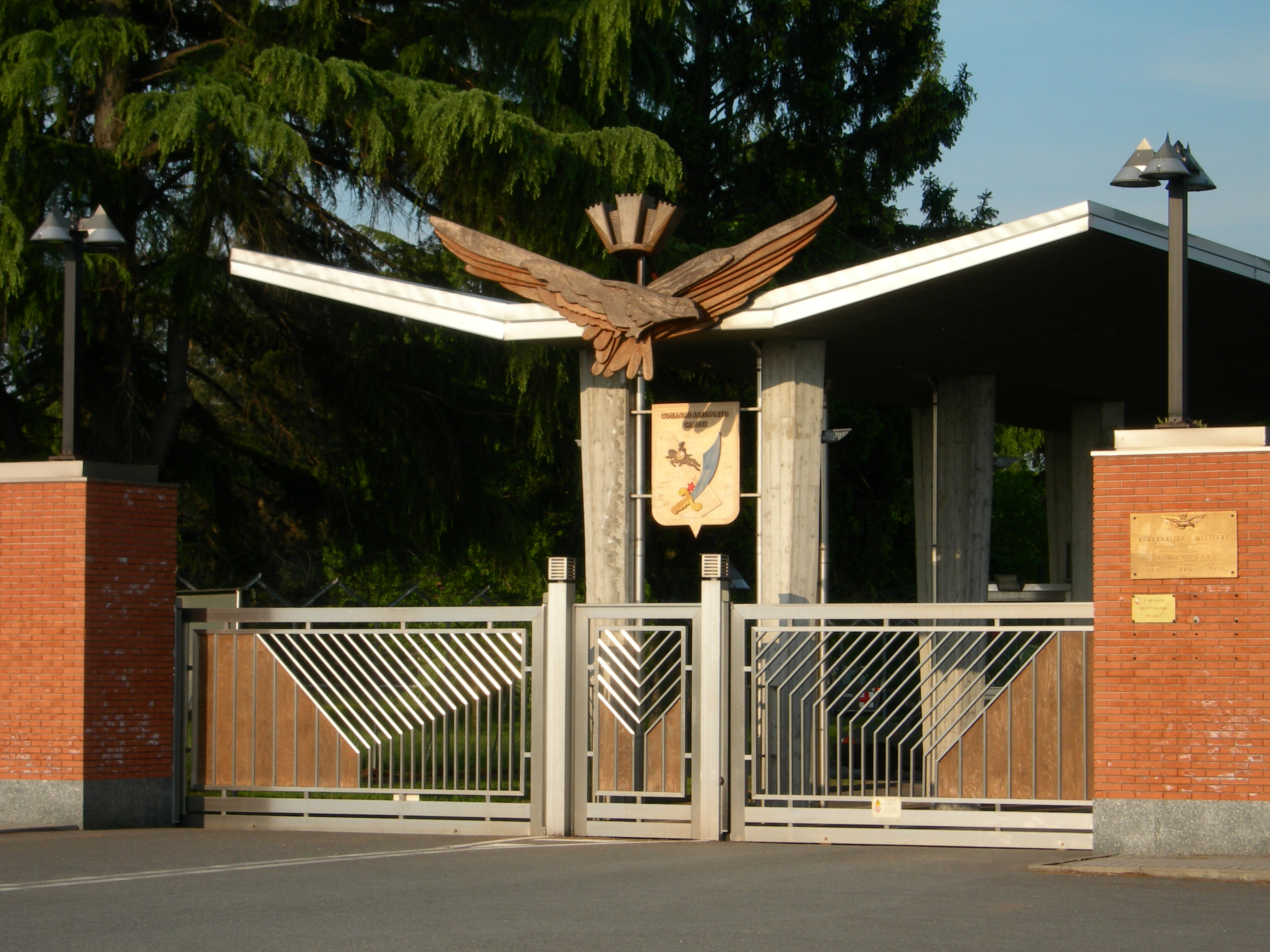
Ingresso dell'aeroporto militare di Cameri

L'Aeroporto militare di Cameri (in camerese al camp d'aviazioch) vede le sue origini nel 1909 grazie all'opera dell'ingegnere francese Clovis Thouvenot. Successivamente a Thouvenot, si insedia nell'area Giuseppe Gabardini che promuove e sviluppa le attività aeronautiche soprattutto con la creazione di una scuola di volo grazie alla fondazione della Aeroplani Gabardini-Officine e scuola di volo-Aerodromo Cameri. Nel 1930 la scuola cessa la sua opera su disposizione di Italo Balbo che mal tollerava una scuola di volo civile, ma il campo rimane funzionante come officina aeronautica. Durante la seconda guerra mondiale, dopo l'8 settembre 1943, l'aeroporto viene occupato dai tedeschi che cercano di potenziarne la struttura iniziando la costruzione di due nuove piste in cemento. L'11 aprile 1945 la Luftwaffe abbandona Cameri facendo saltare le piste e gli edifici con l'eccezione dell'edificio di Comando. Nel dopoguerra comincia la ricostruzione che porterà la base aerea ad ospitare diversi reparti, tra i quali la pattuglia acrobatica dei Lanceri Neri (in prossimità dell'ingresso dell'aeroporto campeggia un aereo North American F-86 Sabre che fu in carico ai Lanceri) e dal 1967 al 1999 il 53º Stormo Caccia.
Oggi l'aeroporto di Cameri è sede del 1º RMV (Reparto Manutenzione Velivoli) che si occupa della manutenzione dei Panavia Tornado e degli Eurofighter Typhoon. L'aeroporto è inoltre utilizzato come base d'appoggio per il collaudo degli elicotteri Agusta.

## Società

### Evoluzione demografica
Abitanti censiti

## Cultura

### Festa patronale
A metà settembre con i giochi della tradizione tra rioni (istituiti nel 1987 i rioni Aquila, Cavallo, Pantera e Serpente). Il lunedì successivo corsa degli asini (in camerese al grand prix da Cambra) con l'assegnazione del Palio al rione vincitore.

### Associazioni
Cameri conta quasi quaranta tra associazioni e realtà culturali che vanno dallo sport al teatro, dalla musica alla beneficenza. Particolarmente legate al territorio si segnalano: la Banda Musicale Margherita, l'Associazione arma aeronautica, il Gruppo Dialettale Camerese, il coro Scricciolo, la Pro loco Cameri.

#### La Banda musicale Margherita
La banda musicale di Cameri venne fondata nel 1896 da don Piero Marazza con il nome di Società Filarmonica Cattolica Santa Cecilia. Lo statuto della banda ne impediva l'esibizione nelle sale da ballo, fu così che un gruppo di essa scelse, nel 1926, di distaccarsene e fondare la Margherita dal nome del circolo Margherita di Savoia ove venne insediata la sede. Nel 1958 la Santa Cecilia e la Margherita si fusero dando origine all'attuale Banda Margherita composta da circa 50 elementi.

#### Il Coro Scricciolo
Il Coro Scricciolo viene fondato a Cameri il 3 aprile 1980 presso il circolo Margherita di Savoia per volontà di otto cameresi. Diversi sono i locali che ospitarono le prove del coro: l'Oratorio femminile, l'Oratorio maschile e la sala polivalente del comune. Dal 2000 la sala prove nonché sede sono i locali dell'Associazione Nazionale Alpini "Agostino Zappa" di Cameri.
Il Coro Scricciolo, iscritto all'Associazione Cori Piemontesi (A.C.P.), accompagna l'esecuzione di S. Messe, organizza concerti di beneficenza e si è fatto promotore di un progetto per far conoscere attraverso il canto e la musica, la tradizione la cultura e i dialetti novaresi.

## Economia
Comune prevalentemente industriale, ospita sul territorio diverse realtà produttive: vi si trovano una multinazionale del settore degli autoveicoli pesanti (Meritor), una multinazionale chimico-farmaceutica (CBC Procos), una sede di Leonardo (nella quale viene assemblato il JSF F35, caccia multiruolo di quinta generazione) ed aziende produttrici di gorgonzola. Sono inoltre presenti diverse piccole e medie imprese. Un settore rappresentato oggigiorno da piccole realtà artigianali, è quello ceramico, introdotto sul territorio nel 1950 dal ceramista toscano Zulimo Aretini (1884-1965) il quale richiamato da alcuni industriali novaresi costituì la "C.A.S.A. - Ceramica Artistica Aretini S.p.A." poi divenuta "C.A.S.A. Industria Ceramica" cessata durante gli anni '90. 
Relativamente gli altri settori economici, vi trovano sede aziende agricole e del terziario come la logistica con la presenza di Ashel Group.

## Infrastrutture e trasporti

### Strade statali
- Strada statale 32 Ticinese

### Strade provinciali
- SP 2 Novara - Cameri: collega Novara con Cameri (viale G. Marconi)
- SP 4 ovest Ticino: collega Cameri (via G. Galilei) verso sud con Galliate, e verso nord (via S.Paolo della Croce) con Bellinzago Novarese
- SP 4A dell'aeroporto di Cameri: collega la SP4 (presso la rotatoria dell'aeroporto) con la SS32
- SP 83 Caltignaga - Cameri: collega Cameri (via G. Matteotti) con la SS32 e questa con Caltignaga

## Amministrazione
Di seguito è presentata una tabella relativa alle amministrazioni che si sono succedute in questo comune.
| Periodo        | Periodo        | Primo cittadino       | Partito                         | Carica  | Note   |
| -------------- | -------------- | --------------------- | ------------------------------- | ------- | ------ |
| 18 marzo 1988  | 19 marzo 1990  | Bernardino Gallarate  | Partito Socialista Italiano     | Sindaco | [ 15 ] |
| 19 marzo 1990  | 10 luglio 1990 | Mario Rondini         | Democrazia Cristiana            | Sindaco | [ 15 ] |
| 16 luglio 1990 | 24 aprile 1995 | Mario Rondini         | Democrazia Cristiana            | Sindaco | [ 15 ] |
| 24 aprile 1995 | 14 giugno 1999 | Mario Rondini         | Partito Popolare Italiano       | Sindaco | [ 15 ] |
| 14 giugno 1999 | 14 giugno 2004 | Mario Rondini         | Partito Popolare Italiano       | Sindaco | [ 15 ] |
| 15 giugno 2004 | 8 giugno 2009  | Maria Luisa Crespi    | centro-sinistra                 | Sindaco | [ 15 ] |
| 8 giugno 2009  | 26 maggio 2014 | Rosa Maria Monfrinoli | lista civica                    | Sindaco | [ 15 ] |
| 26 maggio 2014 | 27 maggio 2019 | Valeria Galli         | lista civica                    | Sindaco | [ 15 ] |
| 27 maggio 2019 | 9 giugno 2024  | Giuliano Pacileo      | Obiettivo Cameri (lista civica) | Sindaco | [ 15 ] |
| 9 giugno 2024  | in carica      | Giuliano Pacileo      | Obiettivo Cameri (lista civica) | Sindaco | [ 15 ] |

### Gemellaggi
- Vännäs, dal 2003

## Sport
Tra le principali società sportive cameresi o con sede a Cameri si segnalano:
- A.S.D. Ju Cambra - Militante nel campionato amatoriale AICS - attualmente campione in carica
- A.S.D. Cameri Calcio - Militante nel girone B di Promozione
- A.S.D. Arcieri Cameri
- AS Energie gruppo Soft air Mirold
- A.S.D. Centro Ginnastica Moderna Cameri
- Atletica Ovest Ticino
- Cambra Bocce
- Club Alpino Italiano - sottosezione di Cameri
- GS Cameri Basket
- Pallavolo Cameri
- Sci Club 2002
- Tennis Club Cameri
- Triathlon Novara

## Galleria d'immagini

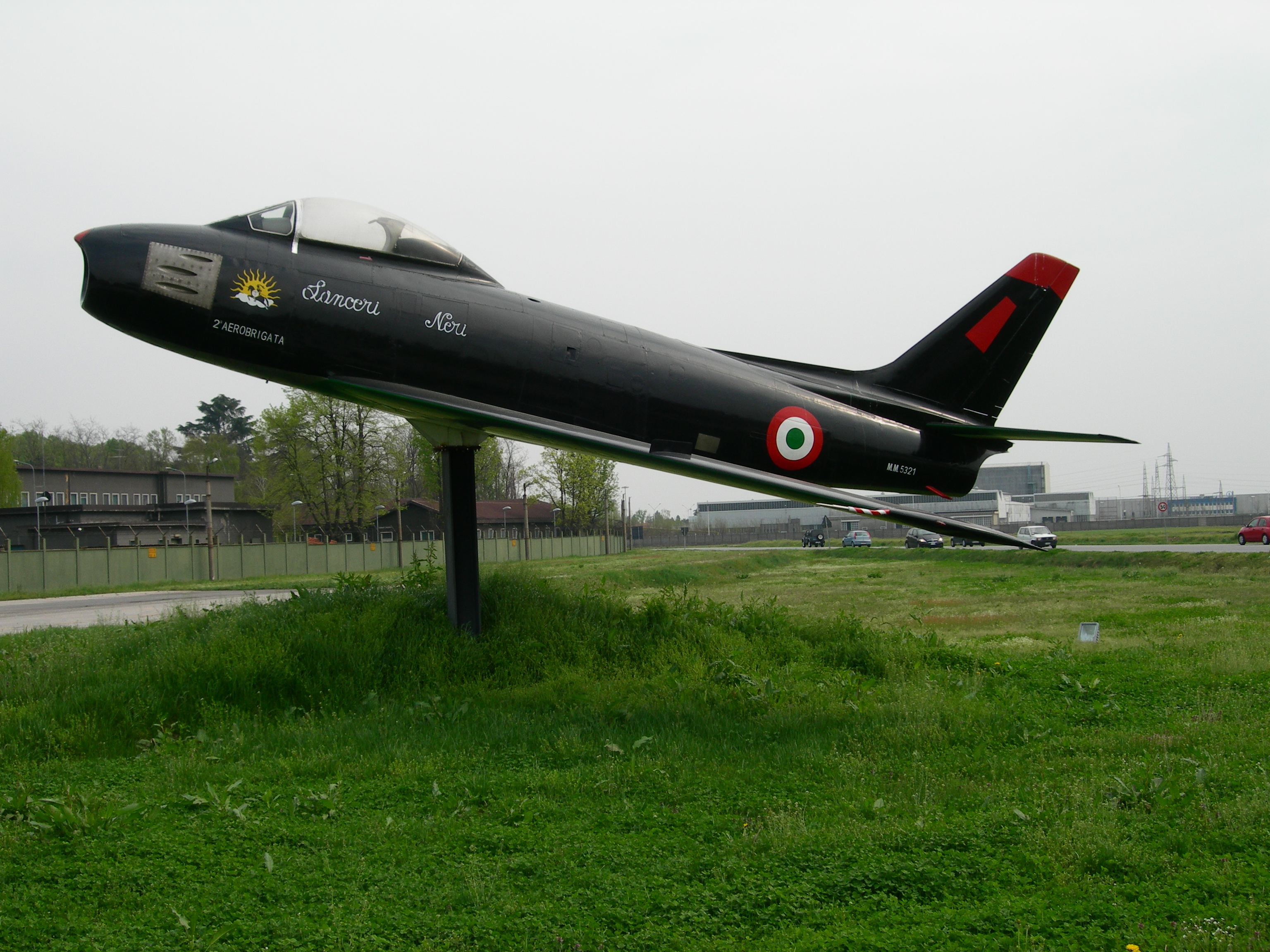
F86 Sabre dei Lanceri Neri all'ingresso dell'aeroporto militare di Cameri
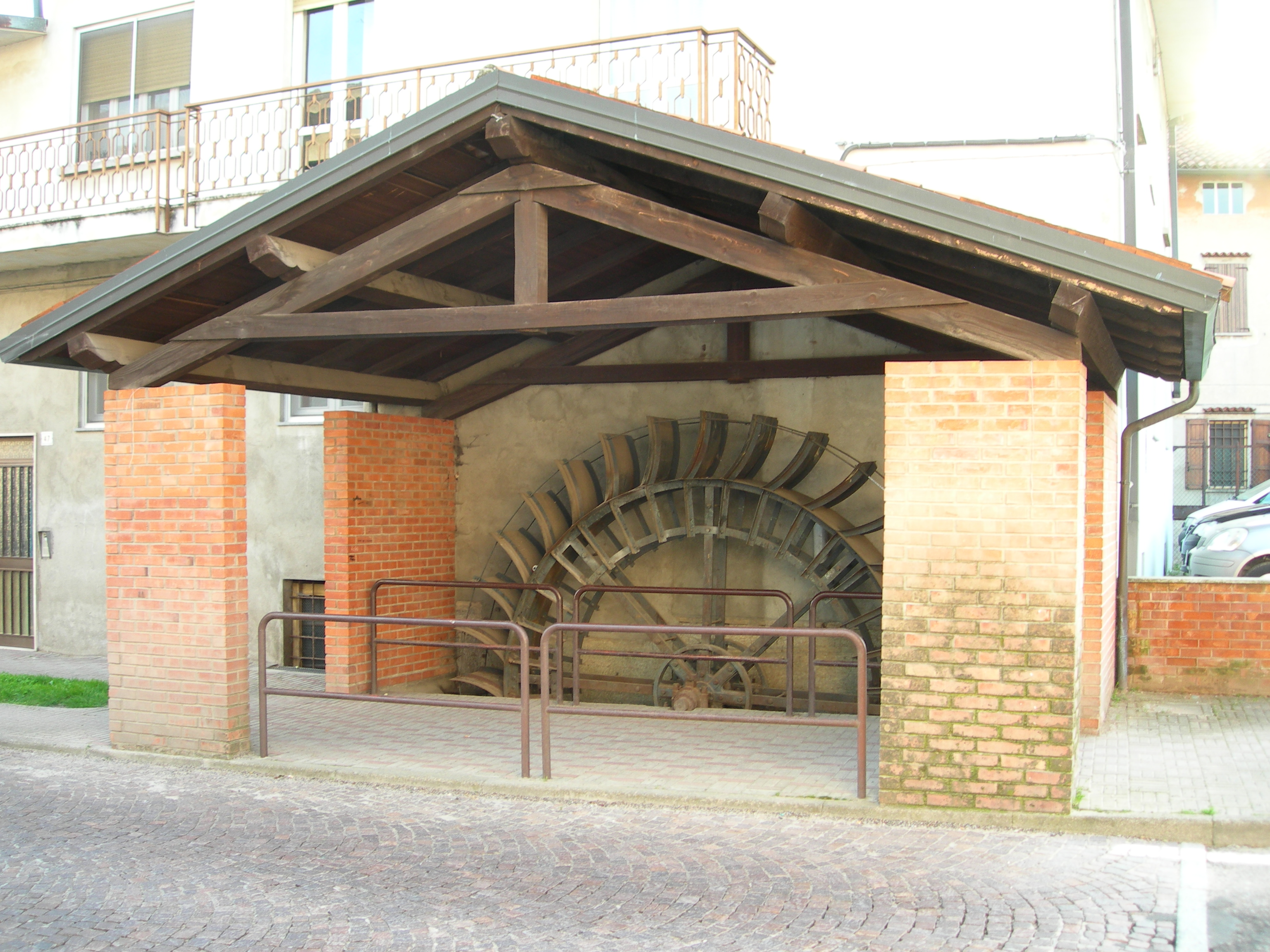
Il mulino sulla roggia Zanetti
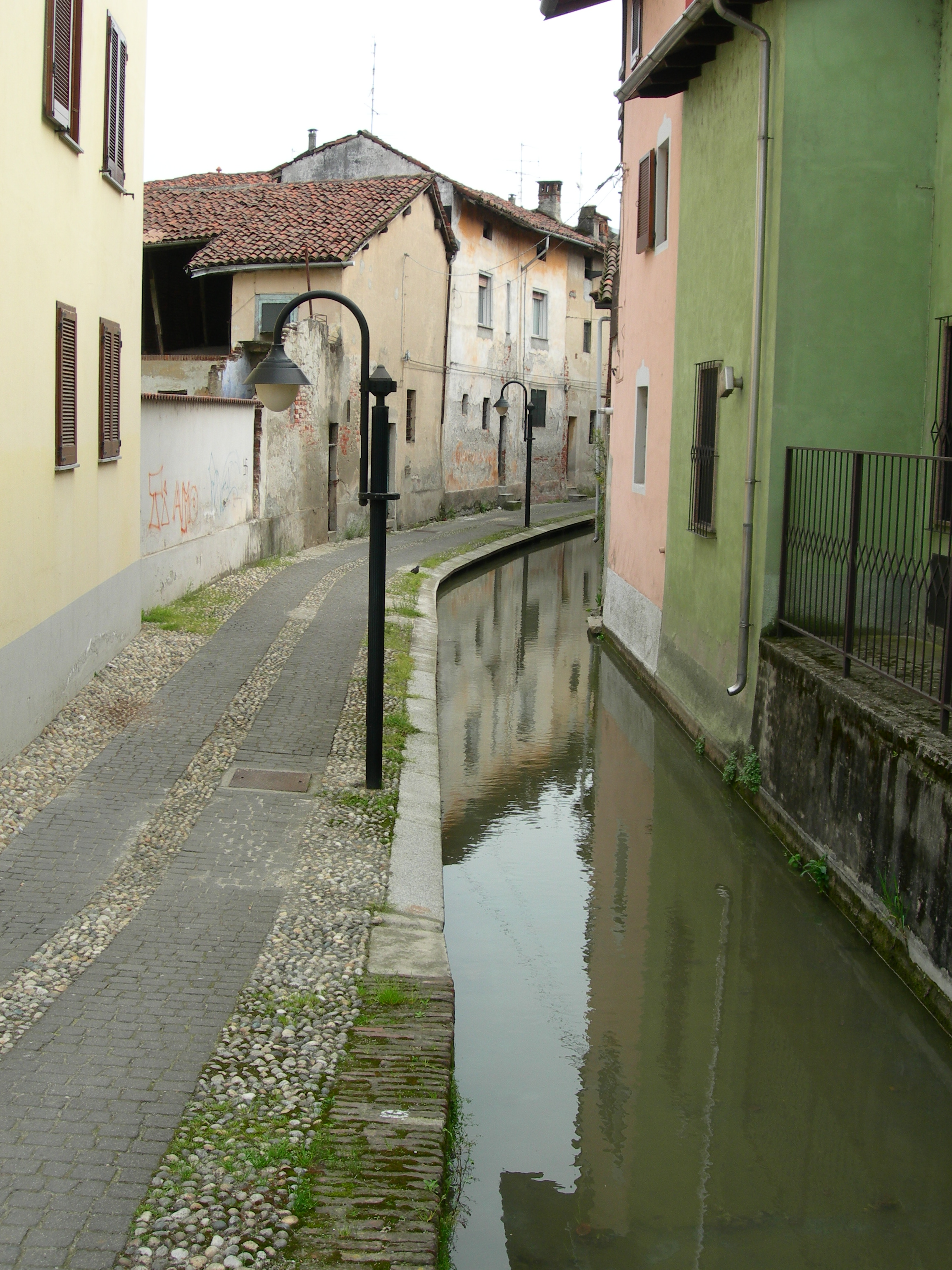
Scorcio della roggia di Cameri
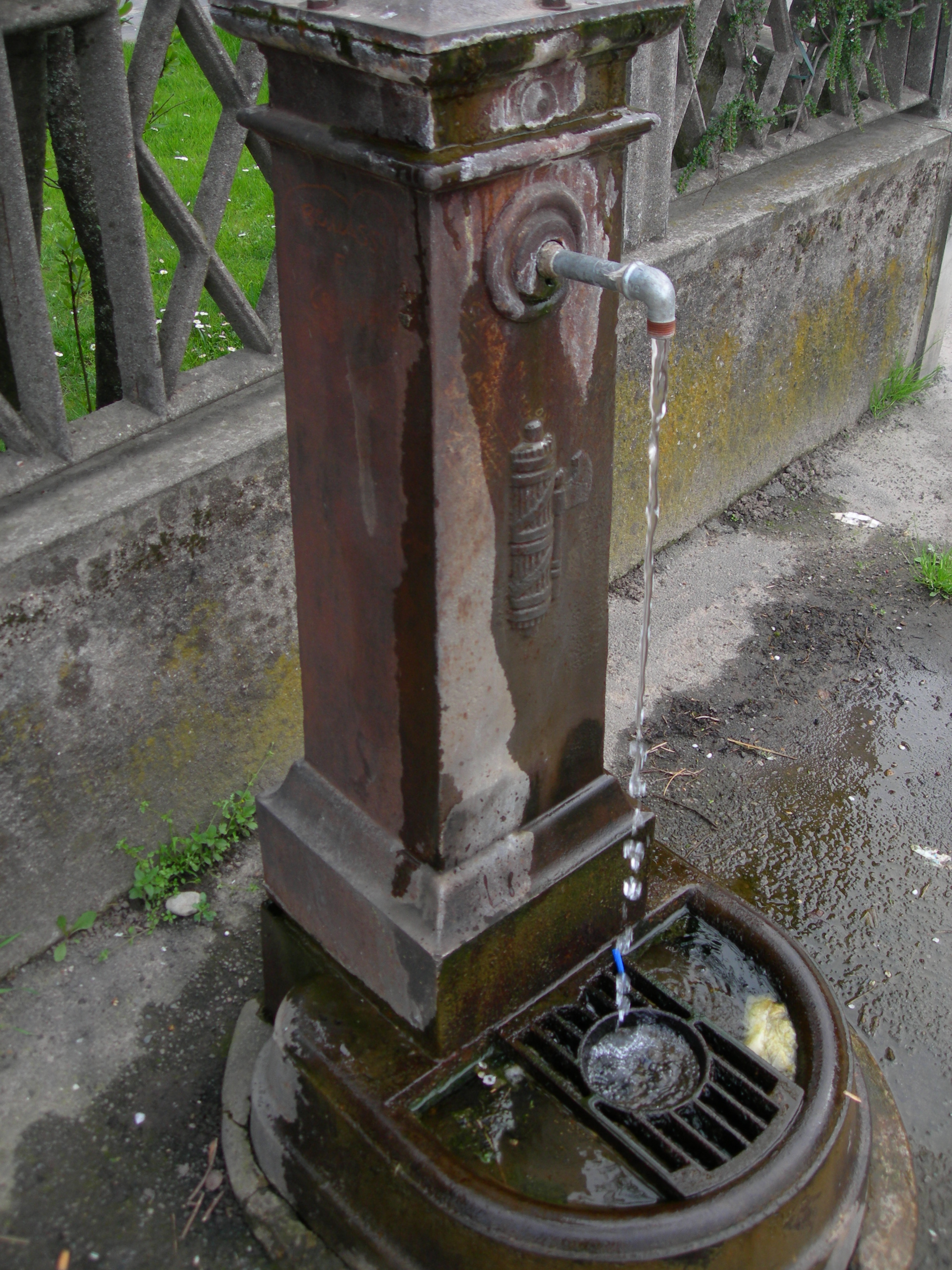
Fontanella littoria
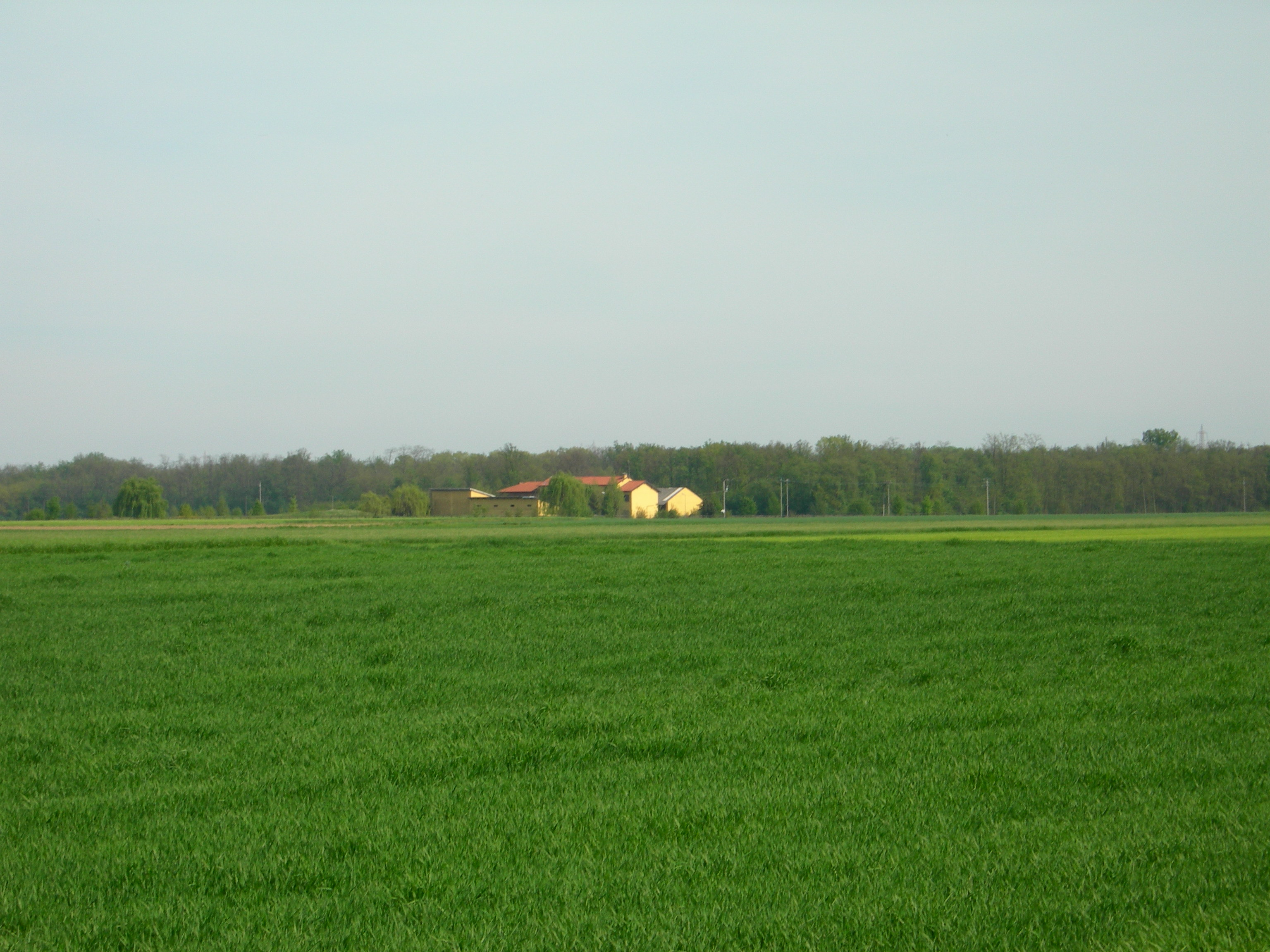
Campagna camerese e cascina Michelona
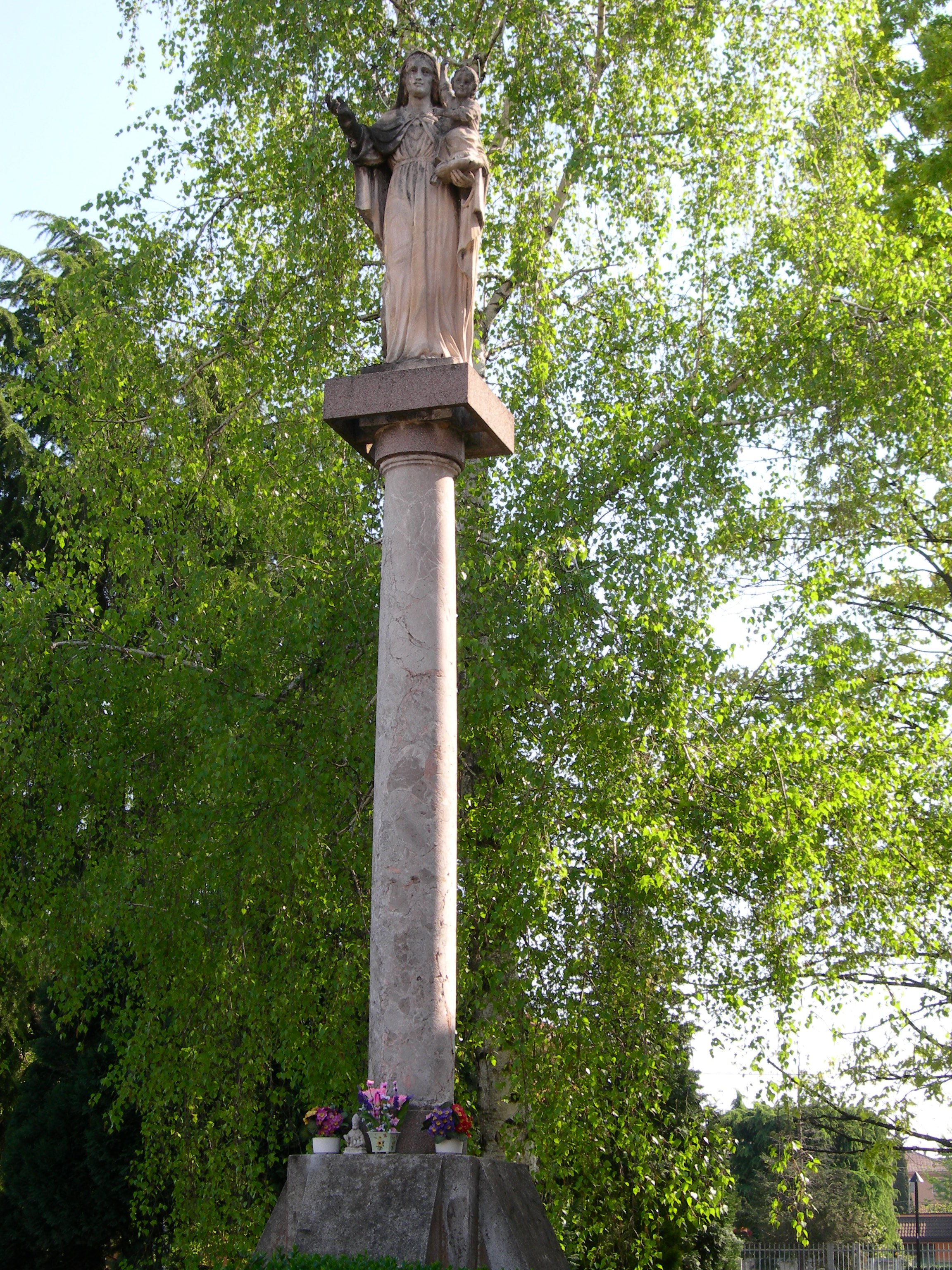
Statua della Madonna Pellegrina
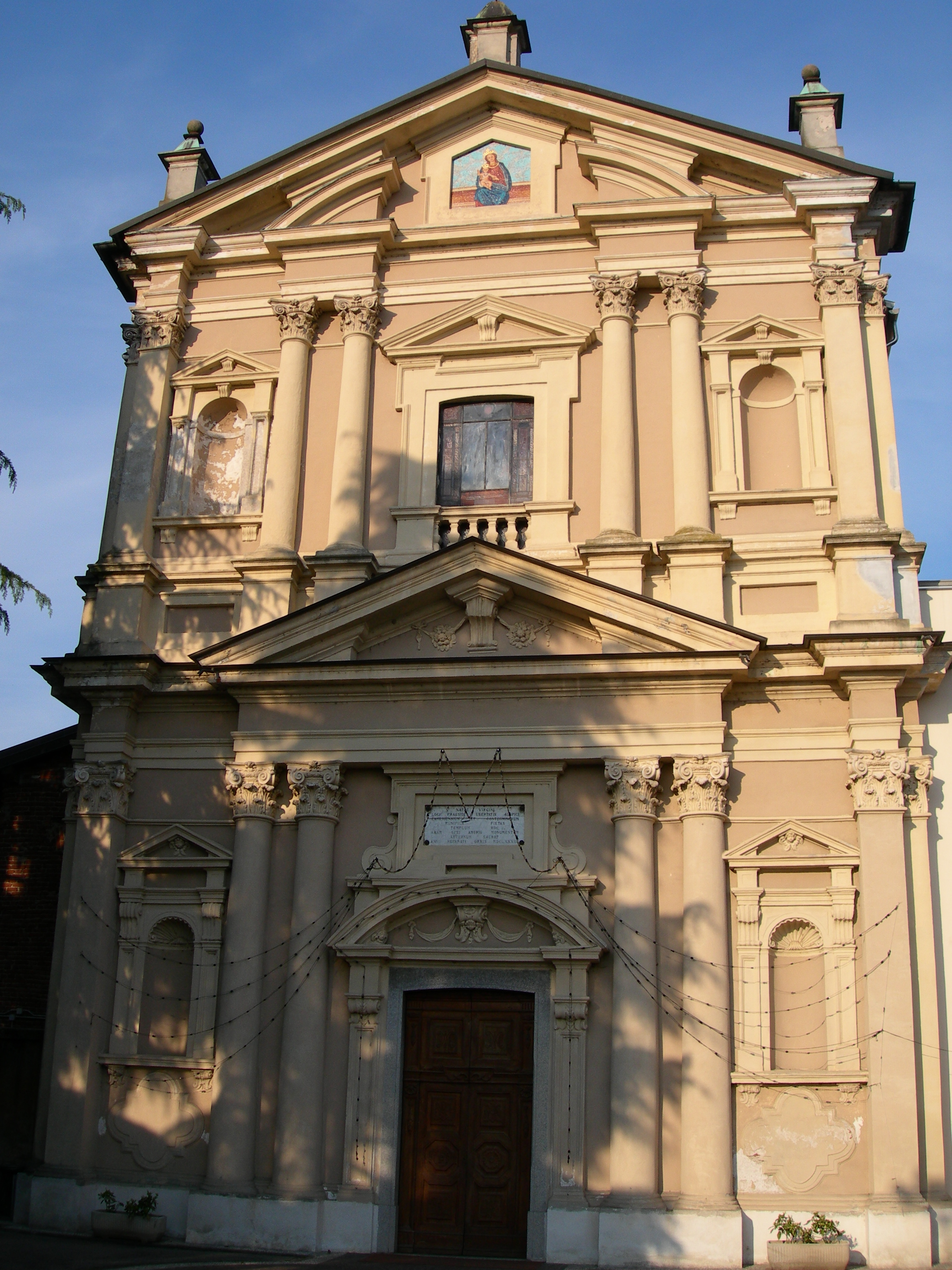
Chiesa della Madonna di San Cassiano
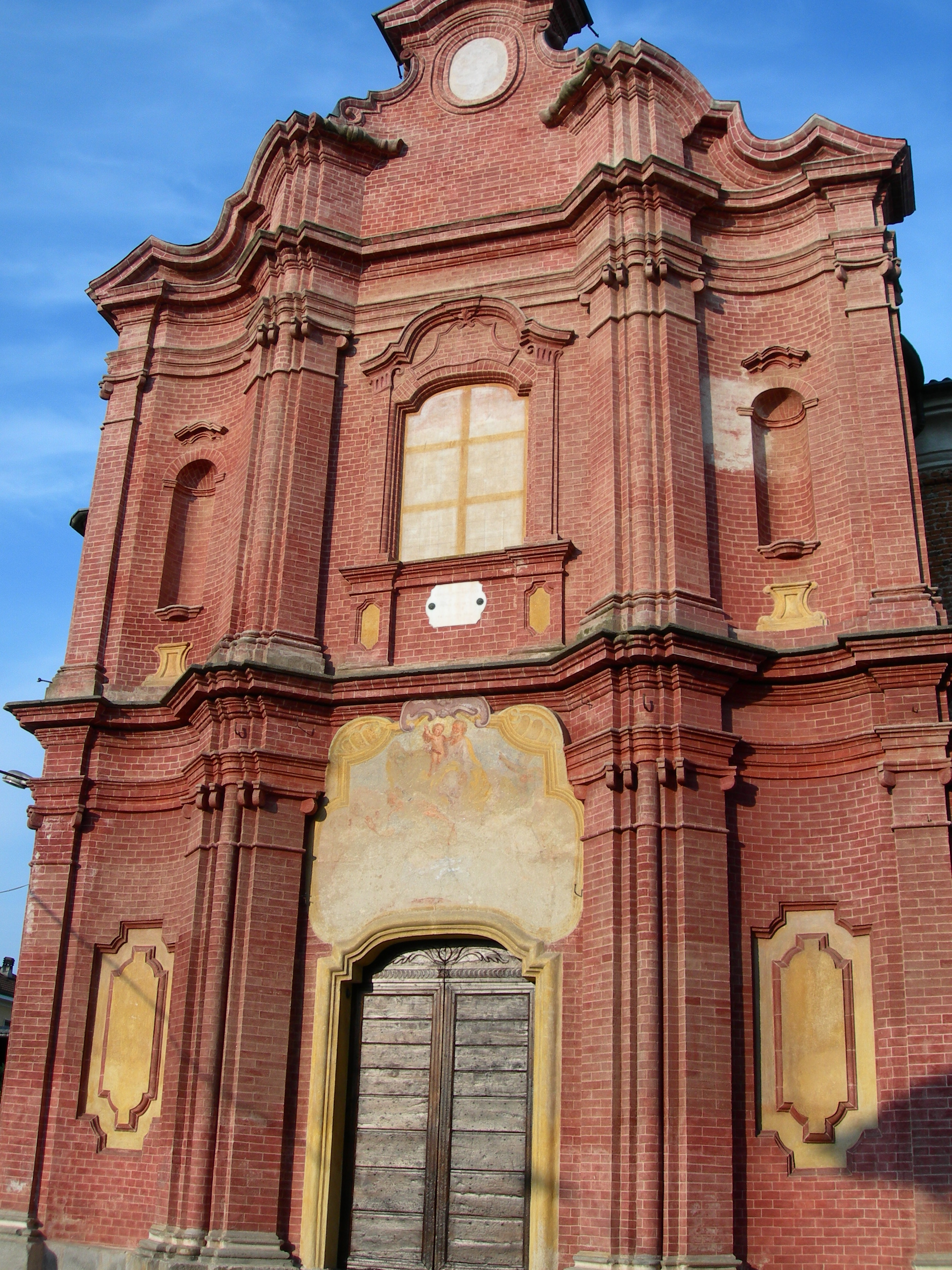
Oratorio di San Giuseppe
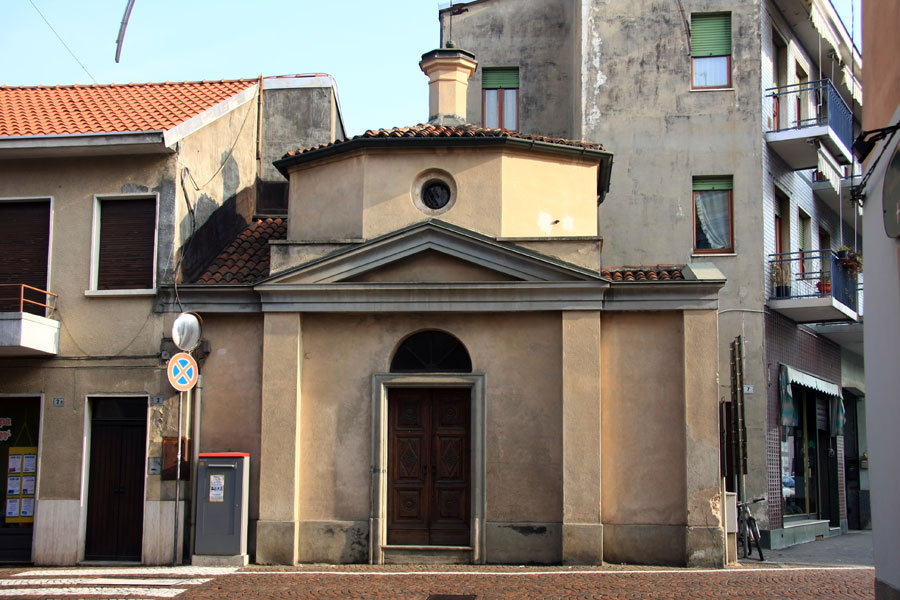
Oratorio di San Rocco
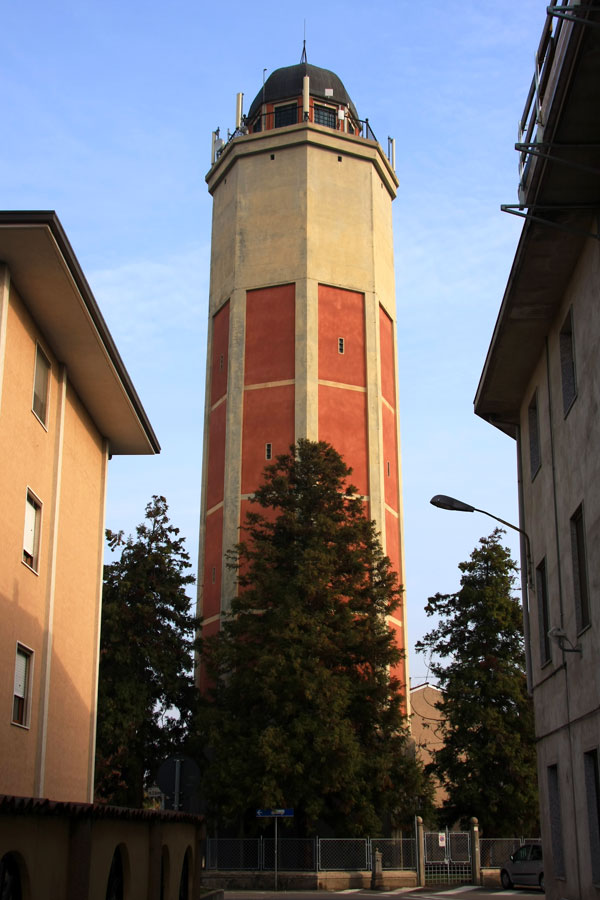
Torre dell'acquedotto
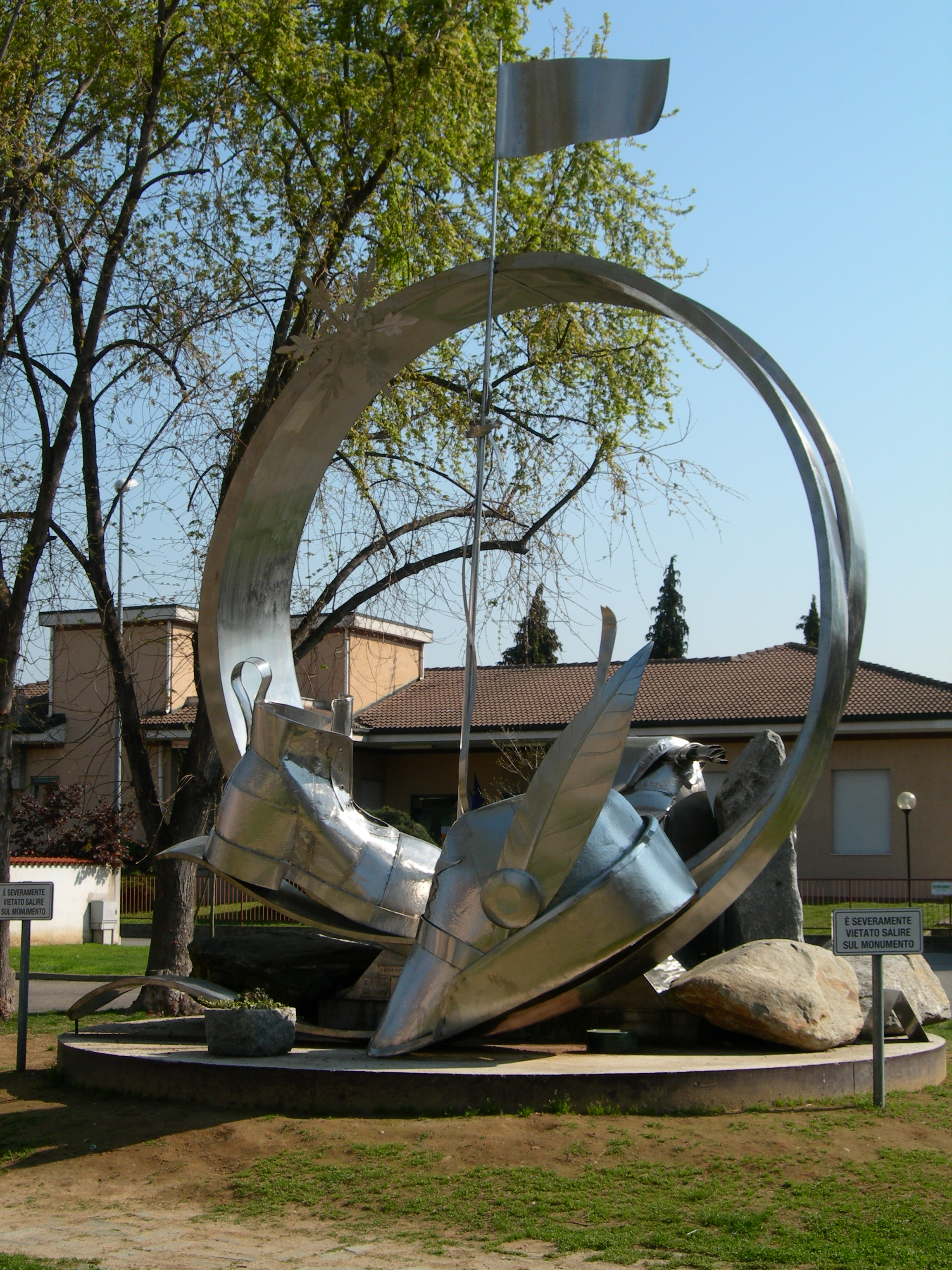
Monumento agli Alpini
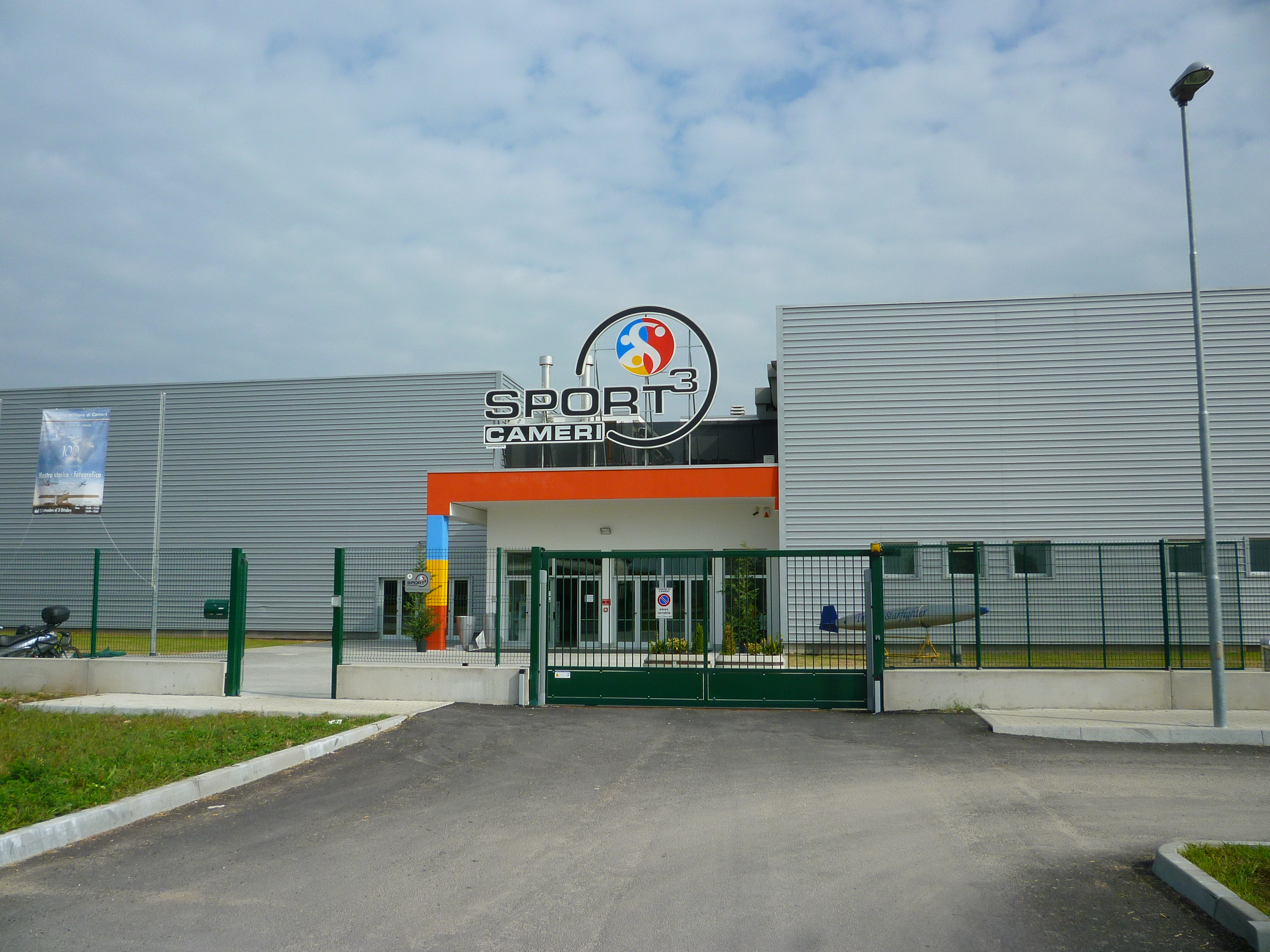
Il palazzetto dello sport "Sport Cube"